# ساختمان جیپ
ساختمان جیپ ساختمانی طراحی و ساخته شده توسط وارطان هوانسیان بین سال‌های ۱۳۲۳–۱۳۲۵ است که در ضلع شمالی خیابان اکباتان و در نبش شرقی معبری باریک، قرار گرفته‌است. بنا با حجمی کشیده بخشی از بدنهٔ خیابان اکباتان و کوچهٔ غربی آن را شکل داده و حیاط آن نیز در سمت شمالی مجموعه قرار گرفته‌است.
این بنا با قیمت پایه ۲ هزار و ۶۶۳ میلیارد ریال، در لیست مزایدهٔ یک شرکت دولتی قرار گرفت
با وجود اعلام معاون میراث‌فرهنگی وقت استان تهران در سال ۱۳۹۱ مبنی بر ثبت ملی این اثر، هیچ شماره ثبتی از این بنای تاریخی در دسترس نیست.